# Fiberduk
Fiberduk är en typ av material som består av sammanpressade fibrer, oftast cellulosa, men beroende på användningsområde kan även andra fibrer förekomma, till exempel glasfibrer. Fiberduk är inte vävd utan räknas till de material som brukar gå under beteckningen non-woven. Konsistensen brukar vara mitt emellan tyg och papper. Fiberduk är mer vattenbeständig än papper (däremot släpper den oftast igenom vatten) och till skillnad från tyg är den inte vävd. Vanliga användningsområden är som odlingsväv, marktäckningsväv och som partikelfilter kring dräneringar och infiltrationsbäddar.